# Vreni Inäbnit
Vreni Inäbnit (* 31. März 1948 in Grindelwald) ist eine ehemalige Schweizer Skirennfahrerin. Sie erreichte zwei Top-10-Platzierungen im Weltcup, nahm an den Olympischen Winterspielen 1968 teil und wurde zweifache Schweizer Meisterin in der Abfahrt.

## Karriere
Inäbnit wurde 1967 Schweizer Juniorenmeisterin im Slalom und in der Kombination. Im nächsten Winter wurde sie in die Schweizer Nationalmannschaft aufgenommen, der sie bis 1971 angehörte. Inäbnit nahm an den Olympischen Winterspielen 1968 in Grenoble teil, wo sie als 17. im Slalom, 18. in der Abfahrt und 19. im Riesenslalom Platzierungen im Mittelfeld erzielte.
Einen Monat nach den Spielen gewann Inäbnit ihre ersten Punkte im Weltcup, als sie am 15. März 1968 auf Platz fünf in der Abfahrt von Aspen fuhr. Dies blieb zugleich ihr bestes Weltcupresultat. Zwei Tage später erlitt sie jedoch bei einem Sturz im Riesenslalom Knieverletzungen, die eine Operation nach sich zogen. In die Weltcuppunkteränge, also unter die besten zehn, fuhr sie in den nächsten Jahren nur noch einmal, als Achte der Abfahrt von Pra-Loup am 28. Januar 1971.
Ihre grössten Erfolge auf nationaler Ebene feierte Inäbnit mit zwei Schweizer Meistertiteln in der Abfahrt 1969 und 1971. 1971 wurde sie ausserdem in Slalom und Riesenslalom jeweils Dritte und damit in der Kombination hinter Bernadette Zurbriggen Zweite. Zudem gewann Inäbnit mit weiteren Fahrerinnen des Skiclubs Grindelwald 1966 und 1969 die Schweizer Klubmeisterschaften in Slalom und Kombination.

## Erfolge

### Olympische Winterspiele
(zählten zugleich als Weltmeisterschaften)
- Grenoble 1968: 17. Slalom, 18. Abfahrt, 19. Riesenslalom

### Weltcup
- 2 Platzierungen unter den besten zehn

### Schweizer Meisterschaften
- Schweizer Meisterin in der Abfahrt 1969 und 1971